# Прескотт і Рассел (об'єднані графства)
 Об'єднані графства Прескотт і Рассел (англ. United Counties of Prescott and Russell), (фр. Comtés unis de Prescott et Russell) — з'єднане графство у провінції Онтаріо, Канада. Графство є переписним районом та адміністративною одиницею провінції.
Графство розташоване в східній частині Онтаріо приблизно за 100 кілометрів на південний схід від міста Оттава, за 120 км на північний захід від Монреаля і за 440 кілометрів на північний схід від Торонто. 

## Підрозділи
- Містечко Альфред і Плантагенет (англ. Alfred and Plantagenet)
- Муніципалітет Касселман (англ. Casselman)
- Містечко Шамплейн (англ. Champlain)
  - Село Лорінал (англ. L'Orignal)
  - Село Ванклік-Гіл (англ. Vankleek Hill)
- Місто Клеренс-Рокленд (англ. Clarence-Rockland)
  - Село Рокланд (англ. Rockland)
  - Село Бурже (англ. Bourget)
- Містечко Іст-Гоксбері (англ. East Hawkesbury)
- Містечко Гоксбері (англ. Hawkesbury)
- Містечко Рассел (англ. Russell)
  - Село Ембрун (англ. Embrun)
  - Село Рассел (англ. Russell)
- Муніципалітет Да-Нейшен (англ. The Nation)

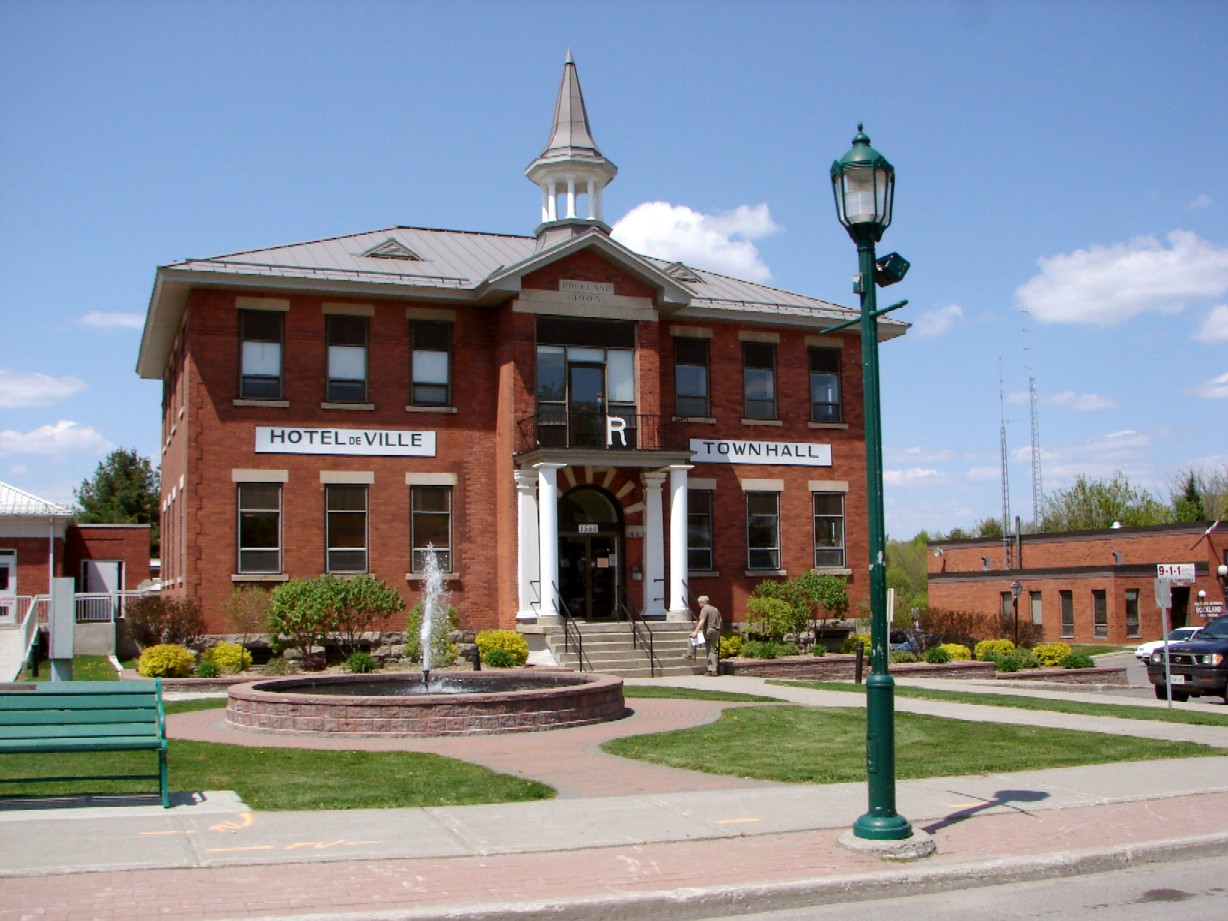
Ратуша містечка Рокланд

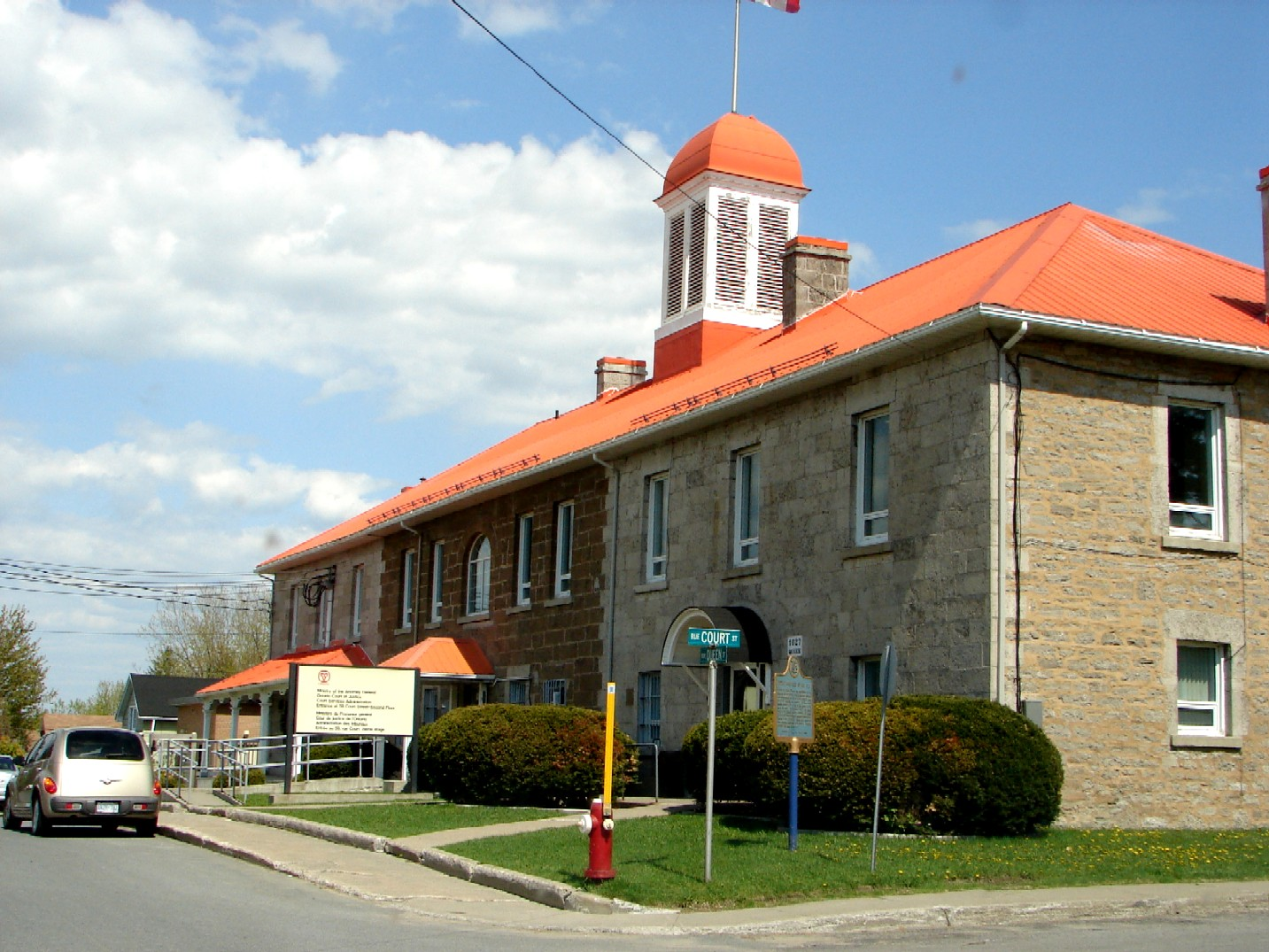
Будівля суду графства, село Лорінал

  - Село Лімож (англ. Limoges)
  - Село Сент-Ізидор (англ. St. Isidore)